# Filiberto Mercado
Filiberto Mercado (nascido em 28 de junho de 1938) é um ex-ciclista olímpico mexicano. Representou sua nação em dois eventos nos Jogos Olímpicos de Verão de 1960.